# 貝氏黑頭魚
貝氏黑頭魚，為輻鰭魚綱黑头鱼目黑頭魚科的其中一種，為深海魚類，分布於東大西洋格陵蘭與冰島海域，棲息深度365-1700公尺，體長可達100公分，棲息在沙泥底質底層水域，以腔腸動物、十足類、被囊類及魚類為食，生活習性不明，可做為食用魚。

## 扩展阅读
維基物種上的相關：貝氏黑頭魚